# Năm Thánh Ngoại thường về Lòng Thương Xót
Năm Thánh Ngoại thường về Lòng Thương Xót (hay gọi ngắn gọn là Năm Thánh Lòng Thương Xót hoặc Năm Thánh 2016, tiếng Latinh: Iubilaeum extraordinarium misericordiae) là một sự kiện lớn của Giáo hội Công giáo được tổ chức từ ngày Lễ Đức Mẹ Vô Nhiễm Nguyên tội (8 tháng 12 năm 2015) đến Lễ Chúa Kitô Vua (20 tháng 11 năm 2016. Đây là Năm Thánh lần thứ 27 trong lịch sử Công giáo, sau Năm Thánh 2000 thời Giáo hoàng Gioan Phaolô II.
Giống như các Năm Thánh trước đây, Năm Thánh 2016 sẽ là một thời gian đặc biệt mà Giáo hội Công giáo đề cao lòng mộ đạo, sự tha tội và tha thứ, nhất là tập chú vào sự tha thứ và lòng thương xót của Thiên Chúa. Đây là một Năm Thánh ngoại thường vì nó không theo niên lịch cố định của một Năm Thánh là mỗi 25 hoặc 50 năm mới có một lần. Việc cử hành Năm Thánh 2016 đã được Giáo hoàng Phanxicô tuyên bố vào ngày 13 tháng 3 năm 2015, ngày khai mạc cũng là kỷ niệm 50 năm ngày Công đồng Vatican II khép lại. 